# Liste von Einkaufszentren in Italien
Diese Liste führt Einkaufszentren in Italien auf. Sie erhebt keinen Anspruch auf Vollständigkeit.
| Rang | Name                               | Stadt                      | Großraum   | Region            | Eröffnung               | Bruttomietfläche | Gesamtfläche | Geschäfte | Parkplätze | Website / Einzelnachweis |
| ---- | ---------------------------------- | -------------------------- | ---------- | ----------------- | ----------------------- | ---------------- | ------------ | --------- | ---------- | --- |
| 01   | Citta' Fiera                       | Martignacco                | Udine      | Friaul            | 1992                    | 130.000 m²       |              | 250       | 6.946      | https://www.cittafiera.it/de/ |
| 02   | Oriocenter                         | Orio al Serio              | Bergamo    | Lombardei         | 1998                    | 105.000 m²       |              | 300       | 7.000      | https://www.oriocenter.it/ / |
| 03   | Romaest                            | Rom                        | Rom        | Latium            | 2007                    | 103.147 m²       | 136.000 m²   | 220       |            | https://www.romaest.cc/ / |
| 04   | Porta di Roma                      | Rom                        | Rom        | Latium            | 07.2007                 | 96.946 m²        | 150.000 m²   | 232       | 7.200      | https://porta-di-roma.klepierre.it/ / |
| 05   | Centro Commerciale Campani         | Marcianise                 | Caserta    | Kampanien         | 2007                    | 93.472 m²        | 200.000 m²   | 180       | 7.000      | https://campania.klepierre.it/ / |
| 06   | Il Centro                          | Arese                      | Mailand    | Lombardei         | 2016                    | 92.000 m²        |              | 200       |            | https://centroilcentro.it/en/ / |
| 07   | Tiare Shopping                     | Villesse                   | Monfalcone | Friaul            | 2013                    | 90.420 m²        |              | 146       | 4.200      | https://www.tiareshopping.com/ / |
| 08   | Elnos Shopping Center              | Roncadelle                 | Brescia    | Lombardei         | 2016                    | 88.800 m²        |              | 145       | 3.900      | https://www.elnosshopping.info/ / |
| 09   | Shopville Le Gru                   | Grugliasco                 | Turin      | Piemont           |                         | 84.670 m²        |              | 214       | 4.400      | https://le-gru.klepierre.it/ / |
| 10   | Il Vulcano Buono                   | Nola                       | Neapel     | Kampanien         | 07.12.2007              | 73.807 m²        | 450.000 m²   | 155       | 8.000      | https://vulcanobuono.it/ / |
|      | L'Etnapolis                        | Belpasso                   | Neapel     | Kampanien         | 23.11.2005              | 72.632 m²        | 243.700 m²   | 130       | 6.000      | https://www.centroetnapolis.it/ / |
|      | Merlata Bloom                      | Mailand                    | Mailand    | Lombardei         | 15.11.2023              | 70.000 m²        | 100.000 m²   | 160       | 3.500      | https://www.merlatabloommilano.com/ / |
|      | I Gigli                            | Campi Bisenzio             | Florenz    | Toskana           | 29.05.1997              | 68.000 m²        | 282.000 m²   | 140       |            | https://igigli.it/# |
|      | Grande Sud                         | Giugliano in Campania      | Neapel     | Kampanien         |                         | 67.688 m²        | 80.980 m²    | 119       | 6.000      | https://www.centrograndesud.it/ / |
|      | Porte di Catania                   | Catania                    | Catania    | Sizilien          | 03.2010                 | 65.417 m²        | 80.000 m²    | 148       | 5.200      | https://www.portedicatania.it/ / |
|      | Montebello                         | Montebello della Battaglia | Pavia      | Lombardei         | 1971                    | 62.789 m²        |              | 61        | 3.500      | https://montebello.klepierre.it/ / |
|      | ToDream                            | Turin                      | Turin      | Piemont           | 13.04.2023 1. Abschnitt | 62.000 m²        | 270.000 m²   | 100       | 4.000      | https://todream.it/ / |
|      | Euroma2                            | Rom                        | Rom        | Latium            | 23.06.2008              | 51.375 m²        |              | 240       | 3.900      | https://www.euroma2.it/ / |
|      | Milanofiori                        | Assago                     | Mailand    | Lombardei         |                         | 50.186 m²        |              | 93        | 4.500      | https://milanofiori.klepierre.it/ / |
|      | Forum Palermo                      | Palermo                    | Palermo    | Sizilien          | 2009                    | 49.400 m²        |              |           |            | https://multi.eu/portfolio/forum-palermo-italy/ |
|      | Megalò Centro Commerciale          | Chieti Scalo               | Pescara    | Abruzzen          | 2005                    | 48.500 m²        |              | 110       |            | https://www.megaloweb.it/ / |
|      | Il Leone di Lonato                 | Lonato del Garda           | Brescia    | Lombardei         | 2007                    | 46.500 m²        |              | 116       | 5.500      | https://illeonedilonato.klepierre.it/ / |
|      | Casamassima                        | Casamassima                | Bari       | Apulien           | 2012                    | 44.516 m²        |              | 108       | 5.800      | https://www.centrocasamassima.it/ / |
|      | Le Vele & Millenium                | Quartucciu                 | Cagliari   | Sardinien         | 1998                    | 43.536 m²        |              | 69        | 2.183      | https://le-vele-millennium.klepierre.it/ / |
|      | Maximall Pompeii                   | Torre Annunziata           | Neapel     | Kalabrien         | 14.12.2024              | 42.250 m²        | 200.000 m²   | 130       | 5.000      | https://www.maximall.it/pompeii/pages/il-centro / https://www.vesuviolive.it/ultime-notizie/492768-nuovo-centro-commerciale-maximall-pompei-torre-annunziata-immagini/ / |
|      | Romagna Shopping Valley            | Savignano sul Rubicone     | Cesena     | Emilia-Romagna    |                         | 42.067 m²        |              | 100       | 2.200      | https://romagna-shoppingvalley.klepierre.it/ / |
|      | Adigeo                             | Verona                     | Verona     | Venetien          |                         | 42.000 m²        |              | 130       | 2.000      | https://adigeo.com/ / |
|      | Centro Acquario                    | Vignate                    | Mailand    | Lombardei         |                         | 40.800 m²        |              | 53        | 2.300      | https://centro-acquario.klepierre.it/ / |
|      | Grandemilia                        | Modena                     | Modena     | Emilia-Romagna    | 2019                    | 39.668 m²        |              | 80        | 4.200      | https://shopville-gran-reno.klepierre.it/ / |
|      | Nave da Vero                       | Marghera                   | Venedig    | Venetien          |                         | 38.779 m²        |              | 114       | 2.400      | https://www.franciacortavillage.it/it/home |
|      | Gran Reno                          | Casalecchio di Reno        | Bologna    | Emilia-Romagna    |                         | 37.816 m²        |              | 74        | 2.700      | https://shopville-gran-reno.klepierre.it/ / |
|      | Centro Commerciale Alle Valli      | Seriate                    | Bergamo    | Lombardei         |                         | 34.590 m²        |              | 49        | 2.500      | https://www.ccallevalli.it/index.php |
|      | Franciacorta Outlet                | Rodengo-Saiano             | Brescia    | Lombardei         | 2003                    | 33.000 m²        |              |           |            | https://www.franciacortavillage.it/it/home |
|      | Porto a Mare                       | Livorno                    | Pisa       | Toskana           | 14.09.2023              | 31.200 m²        |              | 30        | 300        | https://livorno-portamare.it/ / https://www.gruppoigd.it/en/immobile/porta-a-mare/                                                                                       |
|      | Il Cartiere                        | Pompei                     | Neapel     | Kampanien         | 2012                    | 30.500 m²        |              | 115       |            | https://www.cclacartiera.it/ / |
|      | Centro Commerciale Belforte        | Varese                     | Varese     | Lombardei         |                         | 28.202 m²        |              | 37        | 2.500      | https://belforte.klepierre.it/ / |
|      | Centro Commerciale LatinaFiori     | Latina                     | Rom        | Latium            | 09.1996                 | 23.848 m²        |              | 65        |            | https://www.latinafiori.com/ / |
|      | Galleria Vittorio Emanuele II      | Mailand                    | Mailand    | Lombardei         | 15.09.1867              | 20.000 m²        |              |           |            | https://www.yesmilano.it/esplora/luoghi/galleria-vittorio-emanuele-ii /                                                                                                  |
|      | Centro Nico                        | Caselle                    | Venedig    | Venetien          | 07.10.2022              | 20.000 m²        |              |           |            | https://www.centronico.it/ / |
|      | Galleria Alberto Sordi             | Rom                        | Rom        | Latium            | 1922                    | 11.000 m²        |              | 15        |            | https://www.galleriaalbertosordi.com/ |
|      | Einkaufszentrum Algo               | Algund                     | Meran      | Trentino-Südtirol | 2011                    | 20.000 m²        |              | 40        | 750        | https://algo.shopping/ |
|      | Le Corti Venete                    | San Martino Buon Albergo   | Verona     | Venetien          |                         |                  |              |           |            | https://lecortivenete.klepierre.it/ / |
|      | Millennium Center                  | Rovereto                   | Gardasee   | Trentino-Südtirol | 2004                    | 7.683            |              | 28        | 900        | https://www.millenniumcenter.info/ / |
|      | Centro Commerciale Porte di Torino | Turin                      | Turin      | Piemont           |                         | 14.663 m²        | 31.570 m²    | 37        | 2.300      | https://www.porteditorino.it/ / |
|      | I Portali                          | San Giovanni la Punta      | Catania    | Sizilien          | 24.10.2007              | 23.000 m²        | 140.000 m²   | 90        | 2.200      | https://iportaliweb.it/ |
|      | Le Zagare                          | San Giovanni la Punta      | Catania    | Sizilien          | 2004                    | 27.000 m²        |              | 62        | 2.500      | https://parcolezagare.it/ |

Ergänzend hierzu die Liste der geplanten und im Bau befindlichen Einkaufszentren in Italien auf. Auch diese erhebt keinen Anspruch auf Vollständigkeit.
| Rang | Name                    | Stadt      | Großraum | Region    | Eröffnung                        | Bruttomietfläche | Gesamtfläche | Geschäfte | Parkplätze | Website / Einzelnachweis                            |
| ---- | ----------------------- | ---------- | -------- | --------- | -------------------------------- | ---------------- | ------------ | --------- | ---------- | --------------------------------------------------- |
|      | Milanord2               | Mailand    | Mailand  | Lombardei | im Bau                           | 99.100 m²        | 168.700 m²   |           | 7.200      | https://www.milanord2.it/ /                         |
|      | Rescaldina              | Rescaldina | Mailand  | Lombardei | Erweiterung Fertigstellung: 2024 | 57.000 m²        |              | 155       |            | https://www.centrorescaldina.it/                    |
|      | Waterfront Mall         | Genua      | Genua    | Ligurien  | geplant 2026                     | 28.000 m²        | 50.000 m²    | 121       |            | [ 49 ]                                              |
|      | Westfield Grande Milano | Segrate    | Mailand  | Lombardei | Bau eingestellt                  | 135.000 m²       |              | 300       | 10.000     | https://www.arcusrealestate.com/westfield-milano/ / |